# ロビン・アンティン
ロビン・アンティン（Robin Antin、1961年7月6日 - ）は、アメリカ合衆国の女性ダンサー、振付師、ミュージック・ビデオディレクター、女優、服飾デザイナー、企業家。
1995年にプッシーキャット・ドールズ、2007年にガーリシャスとパラディソ・ガールズ、2013年にG.R.L.を仕掛け人として結成させた。2005年までに彼女はR&Bグループの国際的なヒット、ラスベガスナイトクラブ会場とフロアショー、色々な商品、そしてリアリティ番組などグループを多角化、多様化させていった。
アンティンは振付師としてはパリス・ヒルトンのような芸能人とアナスタシア、P!NK、オフスプリング、ノー・ダウトなどを担当した。加えて色々な映画でダンスアンサンブルに対して責任を持った。2009年に彼女はシンガー、ソングライターのマット・ゴス (ブロス)のマネージャーになったと発表された。
彼女は有名人ヘアスタイリストのジョナサン・アンティン、ディレクターで俳優のスティーヴ・アンティン、俳優のニール・アンティンと姉妹である。ジョナサンとテレビ番組『Blow Out』に出演した。

## ガール・グループ

### プッシーキャット・ドールズ
プッシーキャット・ドールズは、アンティンが1995年に結成させたアメリカ合衆国の5人組（2008年までは6人）のポップ&ダンス・グループおよびバーレスク一座である。グループはロサンゼルスに拠点を置くバーレスク一座として活動を開始し、2003年に音楽グループとなった。そして、2005年にネバダ州ラスベガスのシーザーズ・パレスで巡業した。

### ガーリシャス
ガーリシャスは、ナタリー・メヒア、クリスティーナ・セイヤーズ、ニコール・コルドヴァによるアメリカ合衆国のトリオである（2009年まではカルテット、現在は活動休止）。元メンバーのティファニー・アンダーソンは他メンバーとの方向性の違いなどにより脱退した。このグループのメンバーはプッシーキャット・ドールズによって見出された。

### パラディソ・ガールズ
パラディソ・ガールズは、それぞれ異なる国出身の5人のメンバーからなるグループ（2010年解散）。チェルシー・コルカはアメリカ合衆国、アリア・クレッシェンドはフランス、ローレン・ベネットはイギリス、ケリー・ベケットはバルバドス、シャー・メイ・アモールはフィリピンの出身である。グループは、ウィル・アイ・アムのウィル・アイ・アム・ミュージック・グループ、インタースコープ・レコードと契約していた。

## パートナー
- プッシーキャット・ドールズ（1995年 - 現在）
- ロン・フェア（2004年 - 現在）
- ジミー・イオヴィーン（2004年 - 現在）
- ガーリシャス（2007年 - 2011年）
- パラディソ・ガールズ（2007年 - 2010年）
- マット・ゴス（2009年 - 現在）
- ジェイミ・リー・ルイス（2008年 - 現在）
- G.R.L.（2012年 - 現在）